# 盧切內茨猶太會堂

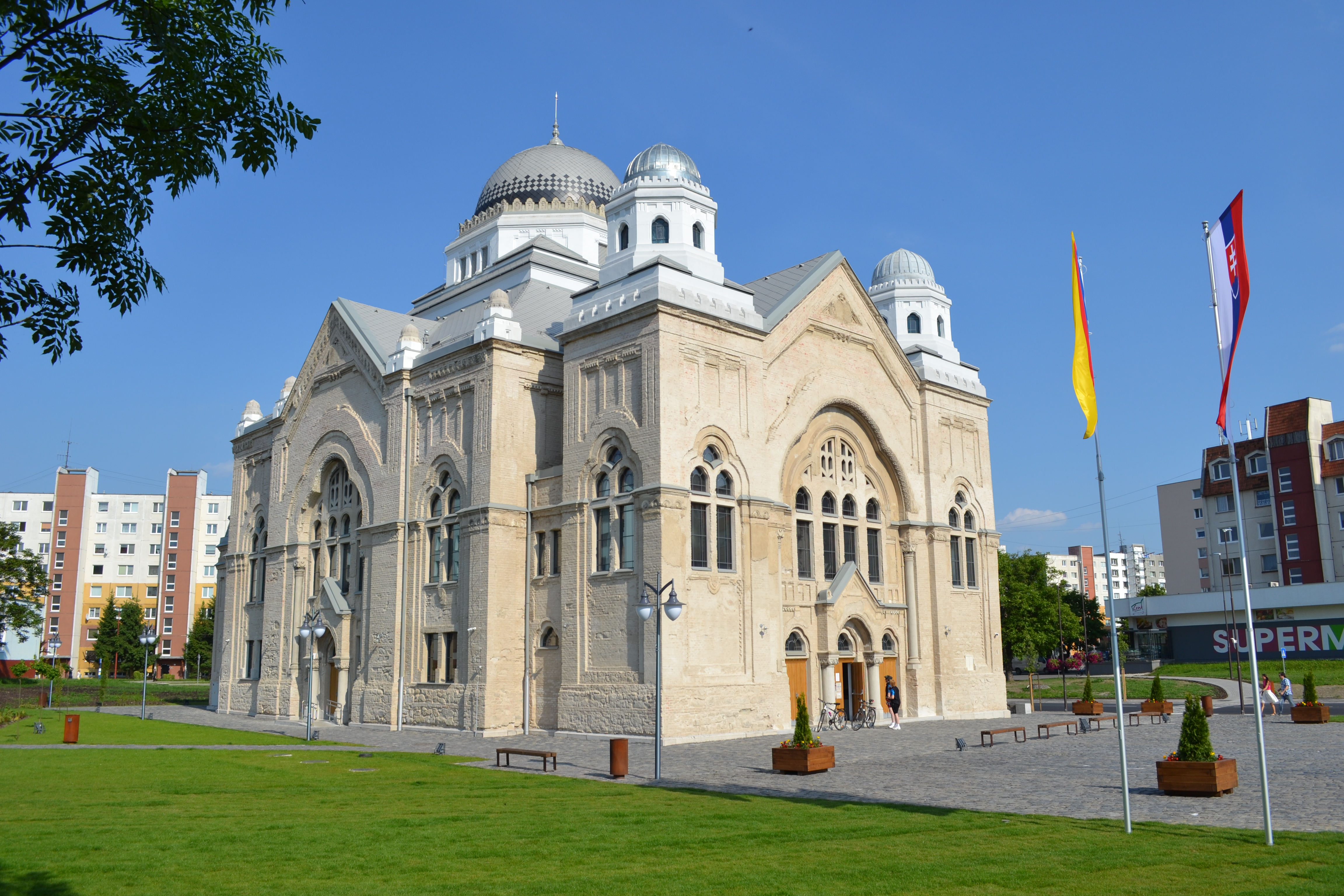

盧切內茨猶太會堂（Lučenec Synagogue）是斯洛伐克城市盧切內茨的一座猶太會堂，修建於1924年至1925年，被登記為斯洛伐克的國家文化紀念碑。2016年5月13日，這座猶太會堂重新開放。